# Takuan Sōhō

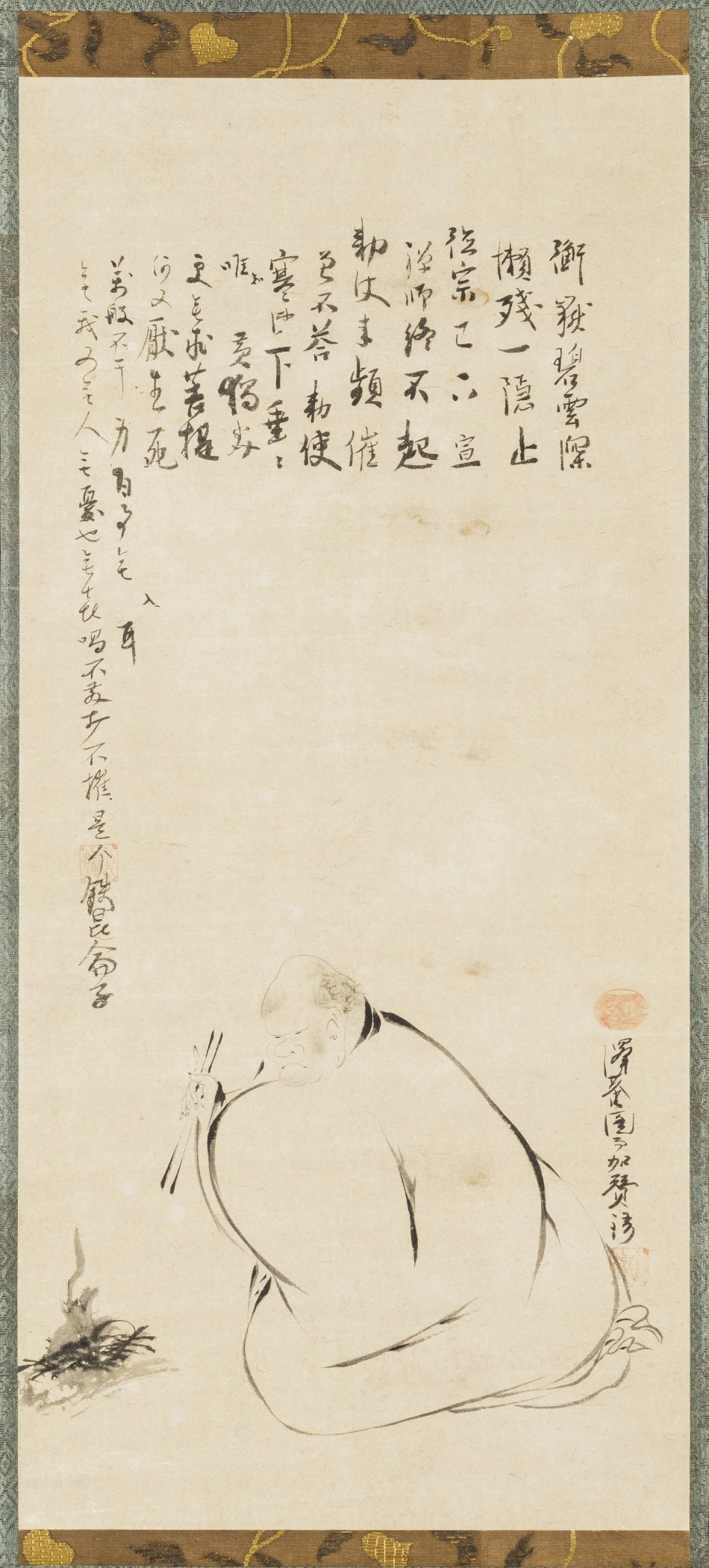
Mnich Raisan

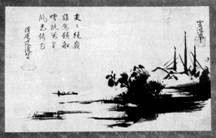
Obraz Takuana

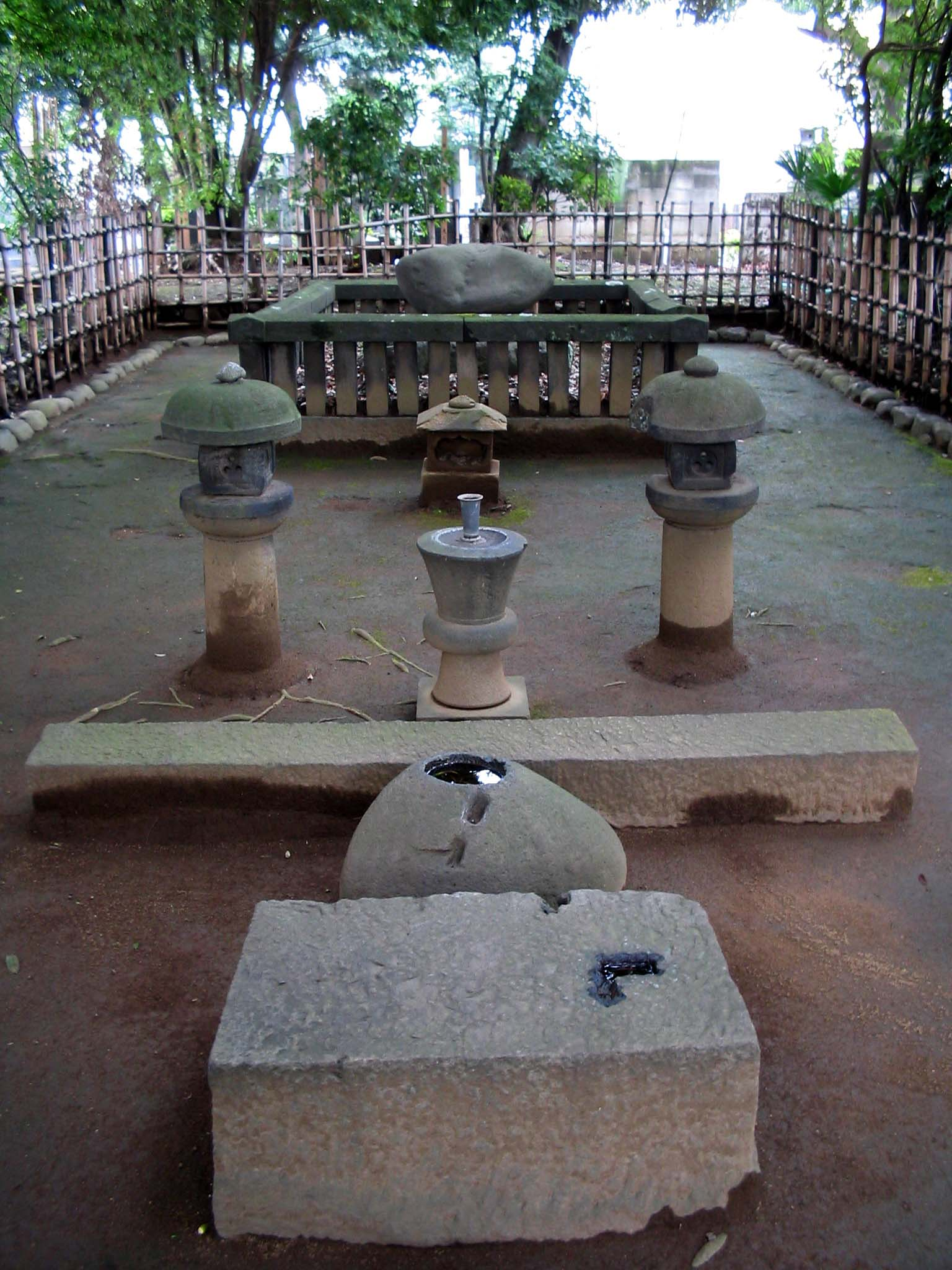
Grób Takuana Sōhō w Tōkai-ji

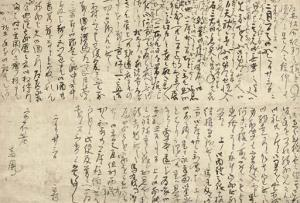
List Takuana do Itamiyi Sofu

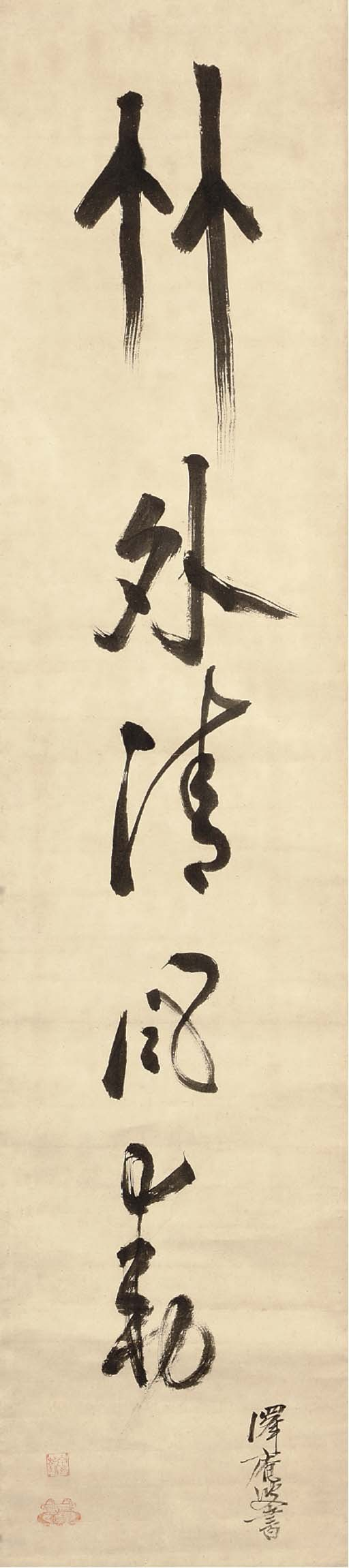
Kaligrafia Takuana

Takuan Sōhō (ur. 24 grudnia 1573, zm. 27 stycznia 1645; jap. 沢庵宗彭) – japoński mistrz zen szkoły rinzai, pisarz, artysta zen, poeta, kaligraf, twórca ogrodów i mistrz sztuk walki.

## Życiorys

### Lata początkowe
Urodził się w wiosce Izushi w Tajimie (obecnie w prowincji Hyōgo). Ojcem Takuana był Akiba Noto no Kami Tsunanori, samuraj służący rodowi Yamana. W 1580 roku Toyotomi Hideyoshi zniszczył potęgę tego rodu z rozkazu Ody Nobunagi i rodzina Akiba z wojowników stała się znów rodziną pracującą na roli.
Rodzice byli wyznawcami buddyzmu Jōdo-shū więc pod ich wpływem w wieku 10 lat rozpoczął praktykę w świątyni tej tradycji - Shōnen-ji, gdzie otrzymał imię Shun’o. Już jako dziecko praktykował nembutsu i kopiował sutry amidystyczne, co było traktowane jako tworzenie dobrych zasług. W świątyni tej wytrwał cztery lata i w wieku 14 lat przeniósł się do klasztoru szkoły rinzai Sukyō.
W Sukyō-ji jego nauczycielem był Kisen Seidō (zm. 1591). Otrzymał nowe imię Shuki. Po śmierci mistrza Kisena jego nauczycielem został Tōho Sōchū. Po trzech latach w klasztorze Sukyō, mistrz zabrał w 1594 roku Takuana ze sobą do Kioto, gdzie wprowadził go do Daitoku-ji i oddał pod opiekę mistrza Shun’oku. Otrzymał wtedy mnisie imię Sōhō. Takuan spędził w Daitoku-ji siedem lat i w 1600 roku postanowił opuścić klasztor, gdyż stwierdził, iż nie ma w nim prawdziwego ducha zen.
Został wędrownym mnichem i żył w krańcowej biedzie. Studiował zen i praktykował medytację, zarabiał kopiując teksty i żebrał. Za zarobione pieniądze kupował olej do lampy i książki. Wkrótce stał się znany w Kioto i był zapraszany przez kilka klasztorów na stanowisko głównego mnicha, jednak odmawiał i poświęcał się dalszym studiom.
Jego celem stała się praktyka u mistrza zen Ittō Shōtekiego (znanego także jako Kokyo Zenji), brata dharmicznego Shun’oku z okresu praktyki w Daitoku-ji, który przebywał w małej pustelni Yōshun należącej do klasztoru Nansō w rejonie Kai w prefekturze Yamanashi. Udał się więc do Osaki aby zostać jego uczniem, jednak za każdym razem, gdy się u niego pojawiał był odrzucany. Żeby nie tracić czasu Takuan rozpoczął doktrynalne studia u mistrza Monsaia Tōnina w Daian-ji. Takuan wyróżnił się jako uczeń i po śmierci Tōnina odziedziczył jego bibliotekę. W 1603 roku został także wreszcie zaakceptowany jako uczeń Shōtekiego.
W roku 1604 Takuan osiągnął oświecenie i otrzymał potwierdzenie tego doświadczenia. Został spadkobiercą mistrza Shōtekiego. Otrzymał także wtedy imię Takuan. W kwietniu 1606 roku mistrz Ittō Shōteki zmarł. W październiku tego samego roku zmarł ojciec Takuana, a w następnym roku - matka. Po śmierci ojca napisał wiersz: 
| Troszczył się o mnie z miłością Ale ja nie byłem mu posłuszny. Ojciec, był ojcem dla mnie Ale ja, jego syn, nie byłem synem dla niego. |

### Okres dojrzałości
W 1607 roku Takuan został opatem klasztoru Nansō. W marcu 1608 roku został wyznaczony przez cesarza Go-Yōzeia (後陽成, pan. 1586-1611) opatem prestiżowego klasztoru Daitoku. Jednak już po trzech dniach w Daitoku-ji opuścił go i udał się do Nansō-ji. Tak to skomentował: "Buddyzm z Murasakino jest dziś bezużyteczny". Mimo opuszczenia Daitoku-ji, troszczył się o niego, np. odnowił Daisen-in wraz z ogrodem, który jest obecnie jednym z najbardziej znanych ogrodów w Japonii. Takuan odnawiał wiele klasztorów i świątyń, był bowiem przeciwnikiem modnego wówczas nastawienia, aby pozostawiać stare kompleksy bez opieki, a na ich gruzach budować nowe obiekty.
W latach 1614–1615 trwała w Japonii wojna o zamek w Osace, która spowodowała zniszczenie zarówno Nansō-ji jak i Sugyō-ji w Tajimie. Po zakończeniu walk Takuan odbudował w ciągu trzech lat oba klasztory przy pomocy lokalnego Pana - Koide Yoshihide (1586–1668), który faworyzował go i uczynił opatem odbudowanego klasztoru Sugyō. Mimo obowiązków Takuan wędrował po Japonii zatrzymując się w małych wiejskich świątyniach.
W 1615 roku władze Bakufu w Edo (czyli Tokugawa Ieyasu) postanowiły ściśle kontrolować klasztory, zwłaszcza te, które związane były z dworem cesarskim. Głównym celem stały się Daitoku-ji oraz Myōshin-ji, gdyż były to wiodące i bardzo ludne klasztory, z wieloma mnichami obdarzonymi purpurowymi szatami, które mógł nadawać tylko cesarz. I co ważniejsze oba klasztory były bardzo wspierane przez takiego przeciwnika jakim był Hideyoshi Toyotomi. W 1629 roku Tokugawa wzmocnił kontrolę nad klasztorami (tzw. Genna Hattō) i odebrał purpurowe szaty wszystkim mnichom, którzy otrzymali je po 1615 roku (pierwsza Genna). Aby zostać głównym mnichem teraz trzeba było trzydziestu lat praktyki zen i rozwiązania 1700 kōanów. Takie warunki wymyślił opat Nanzen-ji - Konjiin Sūden, który piastował ważną pozycję w bakufu i zaaranżował upadek rodu Toyotomi.
Takuan udał się do Daitoku-ji, gdzie okazało się, że mnisi podzielili się na dwie grupy: przeciwników zmian i ugodowców. Takuan stanął na czele przeciwników zmian i wysłał do Sūdena konfrontacyjny list, który był tak logiczny i jasny, że nikt z władz bakufu nie mógł się mu sprzeciwić. Mimo tego Takuan oraz opat Daitoku-ji Gyokushitsu Sōhaku (1572–1641) w 1629 roku zostało skazanych "za nielojalność" na zesłanie do północnej prowincji Kaminoyamy (obecnie Yamagata). Równocześnie abdykował cesarz Go-Mizunoo (後水尾, pan. 1611-1629) na korzyść swojej córki Meishō (明正, pan. 1629-1643).

### Zesłanie
Władze bakufu traktowały Takuana na zesłaniu bardzo troskliwie, organizując jego pobyt pod nadzorem pana zamku Kaminoyamy - Toki Yamashiro no Kami Yoriyuki. Chociaż było to miejsce zesłania, do Takuana przybywali nieustannie goście, aby go zobaczyć. Specjalnie dla niego wybudowano pustelnię Shun'u. Yamashiro zorganizował szkołę mistrzowskiego posługiwania się włócznią (Jitokuki-ryu), a Matsumoto Sadayoshi otworzył podobną szkołę (Isshi-ryu), ale zainspirowaną praktyką medytacji zen Takuana.
Po śmierci Hidetady Tokugawy 1 września 1632 roku ogłoszono amnestię dla Takuana i mógł on powrócić do Edo. Podobno był witany przez ludzi z Edo jak zwycięski siogun. Takuan nie był jednak zadowolony, gdyż jako jedyny z tych, którzy sprzeciwili się decyzjom Tokugawy, musiał służyć nowemu siogunowi Iemitsu Tokugawie. W 1635 roku zezwolono mu na odwiedziny Kioto i jego rodzinnego domu w Izushi. Po okresie przypisywania Takuana do pełnienia funkcji kapłańskich w zamkach Nijo i Edo, po spotkaniu z siogunem Iemitsu, przywrócono starszych mnichów (którym odebrano w 1629 roku purpurowe szaty) na poprzednie pozycje w klasztorze Daitoku, co ożywiło go po okresie zapaści.
Iemitsu Tokugawa miał całkowite zaufanie do Takuana i często go zapraszał na dyskusje do zamku Edo lub odwiedzał go w Kensoku-an (Pustelnia Uwięzienia) w posiadłości pana Yagyū Tajima no Kami. Od czasu do czasu Takuan udawał się na spotkania poetyckie, na których wygłaszał wiersze na tematy buddyjskie. Dla Iemitsu Takuan stał się mentorem, duchowym mistrzem, doradcą politycznym, przy którym czuł się zrelaksowany, nie zawracając uwagi na swoją pozycję, honor i bogactwo. W końcu Iemitsu postanowił wybudować dla Takuana świątynię i uczynić go głową wszystkich szkół japońskiego buddyzmu i klasztorów. Takuan jednak walczył o niezależność buddyzmu i nie zamierzał iść w ślady Sūdena, którego miał za diabła, ani też nie życzył sobie mieć takiej władzy, więc propozycję odrzucił. W końcu znaleziono kompromisowe wyjście i Takuan zgodził się zamieszkać w małej świątyni w Edo, jednak bez żadnej politycznej pozycji. Ta decyzja została oznajmiona podczas ceremonii herbaty w Gotenyamie w Shinigawie przez samego sioguna. Jednak Takuan wbrew swej woli został wyznaczony na głównego doradcę bakufu, co z kolei obrazuje z jakim szacunkiem siogunat traktował byłego zesłańca. Takuan był także jedyną osobą zdolną do utrzymania pokojowej równowagi pomiędzy siogunatem a cesarskim dworem.
Większość wysiłków Takuana w tym czasie poświęcona była utrzymaniu niezależności buddyzmu zarówno od siogunatu, jak i dworu cesarskiego.

### Końcowe lata życia
W Shinagawie budowano dla niego klasztor, który otrzyma nazwę Tōkai-ji, a Takuan opuścił Kioto w celu obchodzenia 33 rocznicy śmierci jego nauczyciela Ittō Shōtekiego. Wkrótce potem cesarz postanowił nadać tytuł Narodowego Nauczyciela (jap. kokushi) Takuanowi, który odmówił przyjęcia tytułu i poprosił, aby nadać go opatowi Daitoku-ji - Tetsuo. Tak też się stało.
W 1639 roku ukończono budowę klasztoru, którego pełna nazwa brzmiała Banshozan Tōkai-ji. Aby zatrzymać Takuana w Edo Iemitsu umieścił na terenach klasztoru 3000 strażników, którzy przez ludzi nazywani byli Takuan-ban (Strażą Takuana). Gdy Takuan zamieszkał w klasztorze, mistrz musiał przyjmować niekończący się strumień odwiedzających.
W 1641 roku siogun Iemitsu uchylił wszelkie wcześniejsze decyzje w sprawie Daitoku-ji i Myōshin-ji i Takuan napisał w liście: "Jest to największe zadowolenie dla tego pokornego mnicha. Po tym czekam tylko na śmierć".
W 1644 roku pozwolono Takuanowi na podróż do Tajimy po siedmiu latach od ostatniego tam pobytu. Dotarł bezpiecznie do klasztoru Daitoku i pokłonił się cesarzowi Go-mizunoo. Następnie zamieszkał w klasztorze Nansō-ji w Osace, w którym cieszył się spokojem po raz pierwszy od siedmiu lat. Siogun dał mu czas do września, jednak Takuan przebywał tam przez pół roku, przedłużając czas dany mu o dwa miesiące. Ostatecznie powrócił do Edo, zdając sobie sprawę, że nigdy nie będzie wolny od Tokugawów.
W roku 1645 podczas podróży do rodzinnego miasta poczuł się chory i zmarł w klasztorze Tōkai 27 stycznia 1645 roku. Nie pozostawił spadkobiercy, a więc ta linia przekazu wygasła na nim.
Przed śmiercią poproszono go o ostatnie słowa, wziął pędzel i napisał słowo "Sen". Pozostawił także swoją ostatnią wolę: pragnął być pochowany na górze poza klasztorem, w ziemi, nie życzył sobie śpiewania sutr, żadnych ceremonii, wybudowania stupy czy pomników, wszelkich napisów, dat. Nie chciał także pośmiertnego imienia. Jego testament został zrealizowany częściowo; uczniowie odrzucili plany wystawnego pogrzebu jakiego życzył sobie Iemitsu oraz stupy. W miejscu, gdzie pochowano ciało postawiono tylko pomnik w kształcie okrągłego kamienia. Dopiero w 1944 roku nadano mu tytuł Narodowego Mistrza.

## Prace literackie
Jego spuścizna literacka została zebrana w sześciu tomach zatytułowanych Takuan Oshō zenshū. Niektóre z jego tekstów to:
- Fudōchi shinmyōroku (不動智神妙錄; Cudowne zapisy nieporuszonej mądrości)
- Taiaki (Roczniki miecza Taia)
- Reirōshū (Czysty dźwięk klejnotów)
- Ri-ki sabetsuron (Różnica pomiędzy "ri" i 'ki") Istnieją dwie wersje tego tekstu
- Anjinhōmon (Brama Dharmy uspokojenia umysłu)
- Tōkai yawa (Mowy w Tōkai-ji)

## Ludzie, z którymi był w bliskich, przyjacielskich relacjach
- Miyamoto Musashi (mistrz kenjutsu)
- Matsudaira Dewa no Kami (daimyō)
- Ishida Mitsunari (daimyō)
- Kuroda Nagamasa (chrześcijański daimyō)
- Yagyū Munenori (Yagyū Tajima no Kami; daimyō i mistrz kenjutsu, twórca stylu miecza Yagyū Shinkage-ryū
- Go-Mizunoo (cesarz japoński)
- Iemitsu Tokugawa (siogun)
- Itō Ittōsai (szermierz)

## Linia przekazu Dharmy zen
Pierwsza liczba oznacza liczbę pokoleń od Pierwszego Patriarchy chan w Indiach Mahakaśjapy.
Druga liczba oznacza liczbę pokoleń od Pierwszego Patriarchy chan w Chinach Bodhidharmy.
Trzecia liczba oznacza początek nowej linii przekazu w innym kraju.
- 52/25. Songyuan Chongyue (1139–1209
  - 53/26. Wuming Huixin (bd)
    - 54/27. Lanxi Daolong (1213–1278)

  - 53/26. Yun’an Puyan (1156–1226)
    - 54/27. Xutang Zhiyu (1185–1269)
      - 55/28/1. Nampo Jōmyō (1235–1309) (także Shōmyō; Daiō Kokushi) Japonia. Szkoła rinzai.
        - 56/29/2. Hōō Soichi (1274–1357)
          - 57/30. Daichū Sōshin (bd)
            - 58/31. Gettan Sōkō (1326–1389)

        - 56/29. Shūhō Myōchō (1282–1338) (także Daitō Kokushi)
          - 57/30. Tettō Gikō (1295–1369)
            - 58/31. Gongai Sōchū (1315–1390)
              - 59/32. Kesō Sōdon (1352–1428)
                - 60/33. Ikkyū Sōjun (1394–1481)
                - 60/33. Yōsō Sōi (1379–1458)
                  - 61/34. Shumpo Sōki (1416–1496)
                    - 62/35. Jitsuden Sōshin (1434–1507)
                      - 63/36. Kogaku Sōkō (1465–1548)
                        - 64/37. 
                          - 65/38. Shōrei Sōkin (1489–1568)
                            - 66/39. Kokei Sōchin (1515–1597)
                            - 66/39. Shun’oku Sōen (1529–1611)
                              - 67/40. Kōgetsu Sōgan (1574–1643)
                              - 67/40. Kobori Enshū (bd)

                            - 66/39. Ittō Shōteki (1539–1612)
                              - 67/40. Takuan Sōhō (1573–1645) nie zostawił spadkobierców[f].